# Evaristo
Evaristo (en latín: Evaristus) fue el 5.º papa de la Iglesia católica y sucesor de Clemente I. Él fue quien acuñó el término de «Santa» a la Iglesia católica, según el testimonio de Ireneo de Lyon y de Eusebio de Cesárea.

## Hagiografía
Una versión dice que nació en Egipto de una familia judía en el año 30. En el Liber pontificalis se menciona información sobre el papa Evaristo que no ha podido ser comprobada: por ejemplo, que era griego, hijo de un judío nacido en Belén.
Era estudioso y conocedor de la Palabra de Dios, se dedicaba y era experto en la predicación a través de mostrar a Jesucristo ante todos de manera fiel y dedicaba esfuerzo al servicio.

## Pontificado
El Catálogo Liberiano aunque lo llama Aristus coloca su pontificado entre los años 96 al 108. Esta última cronología es la que adopta el Liber pontificalis. Los años de su pontificado varían según las fuentes. En la Historia Eclesiástica se habla del 99 al 108. 
Se encargó  de atender cuidadosamente las necesidades de la Iglesia y su rebaño. Estableció ciertas normas dirigidas a los Obispos y diáconos y la consagración de los fieles.  Así, resulta ser el papa que clausura el primer siglo de la era cristiana.
Escribió una serie de cartas dirigidas a los fieles de África y Egipto, donde los exhorta a ser fieles a la fe. Asignó los tituli a los presbíteros de la Iglesia de Roma. Se dice, además, que habría presidido tres ceremonias de ordenación: 17 sacerdotes, 2 diáconos y 15 obispos. También instituyó un grupo de tres diáconos que debían velar por el mismo papa y su predicación. 
Aparte de aparecer su nombre en la lista de Ireneo de Lyon, no se conoce nada de este obispo de la Iglesia de Roma.  
Se cuenta con información que fue mártir. Según el Liber pontificalis, a su muerte fue enterrado en la colina vaticana cerca de la tumba de San Pedro y la sede permaneció vacante durante 19 días.
A diferencia de sus predecesores, su nombre no aparece en el antiguo Canon Romano, lo cual indica que la ausencia de información sobre él se remonta a los primeros siglos de la historia de la Iglesia.  
Su condición de mártir está poco atestiguada. Es mencionado en el Martyrologium Hieronymianum en la lista de los papas con fecha del 23 de diciembre. Pero, en el calendario romano elaborado en 1969, fue retirado de la lista de los mártires, ya que se desconoce a ciencia cierta la fecha exacta de su muerte y su martirio, aunque se cuenta con algunas referencias que fue el año 117.  
La tradición indica que condenó la herejía de los docetas.[cita requerida] Entre las Decretales pseudoisidorianas se encuentran cuatro cartas supuestamente escritas por el papa Evaristo.